# 基希贝格-特宁
基希贝格-特宁是奥地利上奥地利州林茨兰县的一个市镇。总面积16平方公里，总人口2180人，人口密度136.3人/平方公里（2005年）。